# پرگو
روستای پَرگو در استان اردبیل و از توابع بخش سنجبدشمالی که هم‌اکنون به شهرستان کوثر تغییر نام یافته قرار دارد. این روستا درابتدا از سه ششدانگ بنام قبادلو و خاتون بلاغی تشکیل یافته که به مرور زمان روستای قبادلو در اثر زلزله ویران و روستای پَرگو (پَرگی) در سمت شمالی قبادلو احداث گردیده‌است. اصالتاً اهالی این روستا از منطقه شیروان آذربایجان مهاجرت نموده‌اند و چند طایفه نیز از روستاهای مجاور به این روستا آمده‌اند.
این روستا در کیلومتر ۹ جاده گنجگاه - میانه در بین دو کوه بلند گونئی داغی و قوزئی داغی در ارتفاع ۲۰۴۶ متری به مختصات جغرافیایی۳۷درجه-۷/۴۵شمالی و۴۸درجه- ۱۹/۱۲شرقی از دریای خزر واقع شده‌است .۸۵درصد اهالی این روستا از قدیم‌الایام باسواد بودند. تا سال ۱۳۵۷ بیش از ۱۵۰ خانوار در خود جای داده بود ولی به تدریج به علت نداشتن شغل و نداشتن آب کافی جهت زراعت اکثر اهالی آن روستا به به سایر شهرستانها مخصوصاً کرج مهاجرت نمودند. اطلاعات مبسوط از قدمت و جایگاه این روستا در منظومه گونئی داغی چاپ ۱۳۷۶ نوشته غلامحسین ابراهیمی پَرگو آمده است